# Stipe Perica
Stipe Perica, né le 7 juillet 1995 à Zadar (Croatie), est un footballeur croate qui évolue au poste d'attaquant au HNK Rijeka.

## Carrière

### En club
Après 18 mois de prêt à l'Udinese Calcio, il rejoint le club de façon définitive en juin 2016. Il est prêté pour une année en 2018 au Frosinone Calcio pour 2,4 millions d'euros.
Le 22 août 2019, Perica est prêté un an au Royal Excel Mouscron avec une option d'achat.
Le 7 septembre 2020, il rejoint Watford.

### En sélection
Il fait partie de l'équipe de Croatie des moins de 20 ans qui prend part à la Coupe du monde des moins de 20 ans en 2013.

## Statistiques
| Saison                | Club                        | Championnat           | Championnat | Championnat | Coupe nationale | Coupe nationale | Coupe de la Ligue | Coupe de la Ligue | Total | Total |
| Saison                | Club                        | Division              | M.          | B.          | M.              | B.              | M.                | B.                | M.    | B.    |
| 2012-2013             | NK Zadar                    | Prva HNL              | 20          | 8           | 4               | 2               | -                 | -                 | 24    | 10    |
| Sous-total            | Sous-total                  | Sous-total            | 20          | 8           | 4               | 2               | -                 | -                 | 24    | 10    |
| 2013-2014             | NAC Breda (prêt)            | Eredivisie            | 25          | 6           | 1               | 0               | -                 | -                 | 26    | 6     |
| 2014-2015             | NAC Breda (prêt)            | Eredivisie            | 10          | 3           | 1               | 0               | -                 | -                 | 11    | 3     |
| Sous-total            | Sous-total                  | Sous-total            | 35          | 9           | 2               | 0               | -                 | -                 | 37    | 9     |
| 2014-2015             | Udinese Calcio              | Serie A               | 9           | 1           | -               | -               | -                 | -                 | 9     | 1     |
| 2015-2016             | Udinese Calcio              | Serie A               | 11          | 2           | 2               | 1               | -                 | -                 | 13    | 3     |
| 2016-2017             | Udinese Calcio              | Serie A               | 27          | 6           | -               | -               | -                 | -                 | 27    | 6     |
| 2017-2018             | Udinese Calcio              | Serie A               | 22          | 1           | -               | -               | -                 | -                 | 22    | 1     |
| Sous-total            | Sous-total                  | Sous-total            | 69          | 10          | 2               | 1               | -                 | -                 | 71    | 11    |
| 2018-2019             | Frosinone Calcio (prêt)     | Serie A               | 7           | 0           | 1               | 0               | -                 | -                 | 8     | 0     |
| 2018-2019             | Kasımpaşa SK (prêt)         | Süper Lig             | 12          | 2           | 2               | 0               | -                 | -                 | 14    | 2     |
| 2019-2020             | Royal Excel Mouscron (prêt) | Pro League            | 15          | 7           | 1               | 1               | -                 | -                 | 16    | 8     |
| Sous-total            | Sous-total                  | Sous-total            | 34          | 9           | 4               | 1               | -                 | -                 | 38    | 10    |
| 2020-2021             | Watford FC                  | Championship          | 16          | 1           | -               | -               | 2                 | 0                 | 18    | 1     |
| Total sur la carrière | Total sur la carrière       | Total sur la carrière | 174         | 37          | 12              | 4               | 2                 | 0                 | 188   | 41    |

## Palmarès

### En club
- Watford
  - Vice-champion d'Angleterre de D2 en 2021.